# Маргарет Мичъл
Маргарет Мънърлин Мичъл Марш (на английски: Margaret Munnerlyn Mitchell Marsh) е американска писателка. Тя е авторката на смятания за най-голям бестселър на всички времена – „Отнесени от вихъра“, за който печели наградата „Пулицър“ през 1937 г.

## Биография
Маргарет Мичъл е родена в Атланта на 8 ноември 1900 г. Предците на семейството ѝ са подобни на тези на семейство О'Хара в „Отнесени от вихъра“.
На 11 август 1949 г. Маргарет Мичъл е блъсната от бързо каращо такси на няколко пресечки от апартамента си в Атланта. Почива 5 дни след това на 16 август 1949 г.